# Puduccseri
Puduccseri vagy korábban Pondichéry (tamilul புதுச்சேரி Putuccēri [ˈpuðɯʧːeːɾi] 2006. október 1-jéig Pondichéry), indiai szövetségi terület, amely a delhi központi kormány igazgatása alatt áll. 2001-ben 973 829 lakosa volt. Fővárosa Puduccseri.

## Földrajz
Puduccseri szövetségi terület négy egymással nem határos körzetből áll, melyek India keleti és nyugati partján fekszenek. A DK-indiai Koromandel-parton fekszik Puduccseri és Karaikal város, melyek enklávét alkotnak Tamilnádu szövetségi államban, tőlük északra Janam enklávé Ándhra Prades államban.
Mahe a délnyugati Malabár-parton fekszik, és Kerala államban alkot enklávét.
Teljes területe 493 km², ebből 293 km² Puduccseri, 160 km² Karaikal, 30 km² Janam és 9 km² Mahe.

## Városok
| Város      | Körzet     | Lakosság |
| ---------- | ---------- | -------- |
| Puduccseri | Puduccseri | 220 749  |
| Ozhukarai  | Puduccseri | 217 623  |
| Karaikal   | Karaikal   | 74 333   |
| Mahe       | Mahe       | 36 823   |
| Janam      | Janam      | 31.362   |
| Kurumbapet | Puduccseri | 7.412    |

## Népesség

### Nyelvek
Puduccseri szövetségi terület különböző körzeteiben ugyanazokat a nyelveket beszélik, mint a szomszédos szövetségi államokban. A legelterjedtebb nyelv a tamil (90%), melyet Puduccseri és Karaikal körzetekben beszélnek. Janamban a telugu az uralkodó nyelv, Mahéban a malajálam.
Mindhárom nyelv a dravida nyelvek családjába tartozik.
Puduccseri hivatalos nyelvei a tamil, telugu, malajálam és a francia. Az angol nyelvet az oktatásban és a kereskedelemben használják.

### Vallás
Puduccseri fő vallása a hinduizmus (86,8%) emellett a kereszténység (6,9%) és az iszlám (6,1%) elterjedt.

## Története
Puduccseri (Pondichéry) 1954-ig francia gyarmat volt. 2006. október 1-jén Pondichéryt Puduccserire nevezték át.

## Gazdaság
Puduccseri hagyományos gazdasági ágazata a textilipar, amely részben exportra termel. Mára azonban a fő exportcikk a bőráru lett. A part menti halászat jelentős; évente 40 000 tonnányi halat fognak.
A mezőgazdaságban a hagyományos termékek mellett virágokat és gyógynövényeket termesztenek. Az informatikai ágazat az utóbbi években itt is jelentős fejlődésen ment keresztül.